# Денисів Ігор Іванович
Денисів Ігор Іванович (* 17 жовтня 1976, с. Новоселиця, Долинський район, Івано-Франківська область — † 1 лютого 2015, м. Дебальцеве, Донецька область) — солдат, боєць 128-ї гірсько-піхотної бригади.

## Життєпис
Народився 17 жовтня 1976 у селі Новоселиця Долинського району Івано-Франківської області.
8 червня 2014 року мобілізований до лав ЗСУ. Проходив службу у 128-й гірсько-піхотній бригаді.
Загинув 1 лютого 2015 року поблизу міста Дебальцеве. Похований у селі Княжолука Долинського району Івано-Франківської області. Залишилось двоє дітей.

## Нагороди
26 лютого 2015 року — за особисту мужність і героїзм, виявлені у захисті державного суверенітету та територіальної цілісності України, вірність військовій присязі під час російсько-української війни, відзначений — нагороджений орденом «За мужність» III ступеня.

## Вшанування пам'яті
13 травня 2015 року у селищі Вигода Долинського району відкрито меморіальну дошку на школі, в якій він навчався.